# Live in Anaheim (Simple Plan)
Live in Anaheim è un EP live dei Simple Plan, pubblicato in edizione limitata il 21 febbraio 2004 dall'Atlantic Records.

## Tracce
1. You Don't Mean Anything – 2:54
2. The Worst Day Ever – 3:58
3. God Must Hate Me – 4:12
4. Grow Up – 3:38
5. Addicted – 5:09
6. One Day – 6:11
7. I'd Do Anything – 4:25
8. Perfect – 6:37

## Formazione
- Pierre Bouvier - voce
- David Desrosiers - basso, voce secondaria
- Sébastien Lefebvre - chitarra ritmica, voce secondaria
- Jeff Stinco - chitarra solista
- Chuck Comeau - batteria